# الجامع بين العلم والعمل النافع في صناعة الحيل
الجامع بين العلم والعمل النافع في صناعة الحيل وهو كتاب لمؤلفه إسماعيل بن الرزاز المشهور بالجزري وقد كلفه بتصنيفه الملك ناصر الدين محمود بن محمد بن قرا أحد سلاطين بنى أرتق في ديار بكر، أيام الخليفة العباسي أبو العباس أحمد الناصر لدين الله سنة 1181 م. وقد أتم كتابته في سنة (1206 م)، أي أن الكتاب كان نتيجة عمل دام خمساً وعشرين سنة من الدراسة والبحث.

## روابط خارجية
- مخطوط لكتاب الجامع بين العلم والعمل النافع في صناعة الحيل على موقع أرشيف الإنترنت